# Phare d'Ulkokalla
Le phare d'Ulkokalla (en finnois : Ulkokallan majakka) est un feu situé sur les îles de Kallankare au large de la ville de Kalajoki dans le golfe de Botnie, en Ostrobotnie du Nord (Finlande).

## Histoire
Les îles de Kallankare sont deux petites îles dont Ulko qui mesure environ 400 m de long et 200 m de large et qui a été habitée, dès 1856, par des pêcheurs.
Son point culminant est à environ 4 mètres au-dessus du niveau de la mer. Le phare en brique, construit en 1871 a été conçu par l'architecte finlandais Axel Hampus Dalström. Le phare devait être construit sur l'île de Maakalla, mais a été érigé sur les Kallankare, plus proche des routes maritimes. Il était équipé, à l'origine, d'un système optique à lentille de Fresnel. La lumière du phare a été allumée en 1872. Il a été électrifié en 1961 en même temps que l'installation d'un radiophare.
Le personnel du phare comprenait un chef de phare et trois gardiens. Leur résidence se composait de maisons en rondins de bois. Ils travaillaient par deux durant deux semaines. Les gardiens ont quitté leur poste en 1974 lorsque le phare a été automatisé. Le radiophare a été retiré en 1976 et le phare a été équipé d'un radar Racon 1979.

## Description
Le phare  est une tour cylindrique en brique de 12 mètres de haut, avec une galerie et une lanterne. La tour est peinte en noire avec une bande blanche. Il émet, à une hauteur focale de 17 mètres, trois éclats blancs toutes les 20 secondes. Sa portée nominale est de 6,5 milles nautiques (environ 12 km).
Identifiant : ARLHS : FIN-069 - Amirauté : C4192 - NGA : 18392 .
|                    |
| Le phare sur l'île |

### Lien connexe
- Liste des phares de Finlande